# De hängdas revolution
De hängdas revolution är en roman av B. Traven, utgiven 1936. Tyskspråkiga originalets titel är Die Rebellion der Gehenkten. Arne Holmström översatte romanen till svenska 1954. Romanen är den femte i "Djungel-serien", om de indianska mexikanerna under president Porfirio Diaz hårda regim. Direkt efter denna roman följde Djungelgeneralen.
Proggbandet Nynningen gjorde i mitten av 1970-talet en teateruppsättning med namnet De hängdas revolution, med vilken dom turnerade runt Sverige, och som baserades på Travens djungelserie.

## Handling
Mahognyarbetarna, som tidigare skildrades i Djungelnatt, pressas än hårdare av de brutala bröderna Montallero och tidigare krav om att hugga två ton per dag och per arbetare utökas nu till både tre och fyra ton. För att skrämma arbetarna bestraffas dessa med "hängningar" där den dömde hängs bunden men levande under en natt, försvarslös mot djungelns insekter. En nyckelfigur i handlingen är indianen Candido och hans syster Modesta, som anländer till den plats där Celso, Andreu och de andra sliter. En rad händelse där både Candio och Modesta figurerar leder till att tålamodet slutligen tryter hos arbetarna, vars herrar nu inte längre har något kvar att skrämma dem med. Två nyanlända, varav en är en före detta sergeant vid namn Juan Mendez och den andre en före detta lärare som kallas "el professore", blir ledare i den revolt som nu följer.